# National Association of Social Workers
National Association of Social Workers (NASW) ist die von der Mitgliederzahl her weltweit größte Organisation professioneller Sozialarbeiter mit mehr als 150.000 Mitgliedern. Die NASW wurde 1955 gegründet. Der Sitz der Organisation befindet sich in Washington. Die NASW entstand 1955 durch den Zusammenschluss von sieben Organisationen:
- American Association of Social Workers
- American Association of Medical Social Workers
- American Association of Psychiatric Social Workers
- National Association of School Social Workers
- American Association of Group Workers
- Association for the Study of Community Organization
- Social Work Research Group

Mitglieder der NASW sind in Schulen, Krankenhäusern, Altenheimen, Universitäten, Kliniken, Jugendämtern und sonstigen sozialen Einrichtungen und Organisationen beschäftigt. Die NASW besitzt Untergliederungen in allen 50 US-amerikanischen Bundesstaaten und auf Puerto Rico, Guam und den Amerikanischen Jungferninseln. Daneben gibt es einen internationalen Zweigverein. Die National Association of Social Workers Foundation (NASWF) ist eine Wohltätigkeitsorganisation, die 2001 von der NASW gegründet wurde.